# ایستگاه آزادگان
ایستگاه آزادگان رشت یکی از فرستنده‌های رادیویی و تلویزیونی صدا و سیمای جمهوری اسلامی ایران می‌باشد که به دو صورت آنالوگ و دیجیتال برنامه پخش می‌کند.

## تاریخچه
در پی گذر صدا و سیما ایران از آنالوگ به دیجیتال صدا و سیمای مرکز گیلان نیز تبدیل خود به دیجیتال را آغاز کرد و در سال ۱۳۹۰ با راه‌اندازی فرستندهٔ پرقدرت دیجیتال آزادگان رشت استان گیلان نیز به جمع استان‌های دارای سیستم پخش دیجیتال با فرمت تصویر گروه کارشناسان تصویر متحرک-۴ پیوست. 
فرستنده اول دیجیتال(H264) (TS1): کانال 40 باند UHF: نسخهSD یازده شبکه «یک، دو، سه، چهار، نسیم، خبر، آموزش، قرآن، مستند، امید و پویا»
فرستنده دوم دیجیتال(H264) (TS2): کانال 46 باند UHF: نسخه SD نُه شبکه «نمایش، افق، آی‌فیلم، تماشا، خبر ۲، ورزش، سلامت، تهران و باران» + رادیونمای استانی + ۲۳ رادیو
فرستنده سوم دیجیتال(HEVC.H265) (TS3): کانال 52 باند UHF نسخهHD هشت شبکه «یک، دو، سه، ورزش، آی‌فیلم، خبر، نسیم و پویا» + چهار رادیونمای «ایران، آوا، جوان و پیام»
فرستنده چهارم دیجیتال(HEVC.H265) (TS4): کانال 58 باند UHF نسخهHD هفت شبکه «قرآن، مستند، نمایش، افق، تماشا، امید و باران» و نسخه SD دو شبکه «الکوثر و پرس تی‌وی» + ۱۴ رادیونما
فرستنده پنجم دیجیتال(HEVC.H265) (TS5): کانال 56 باند UHF :شبکه 4K یا IRIB UHD HDR یا شبکه «فراتر»
نکته: فرستنده های سوم تا پنجم تنها با گیرنده‌های DVB-T2/HEVC قابل دریافت هستند.

## کانال‌های رادیویی قابل دریافت
| شماره | نام شبکه | دیجیتال | آنالوگ   | باند   |
| ----- | -------- | ------- | -------- | ------ |
| ۱     | ایران    | CH46    | ندارد    | UHF    |
| ۲     | پیام     | CH46    | ندارد    | UHF    |
| ۳     | جوان     | CH46    | ندارد    | UHF    |
| ۴     | معارف    | CH46    | ندارد    | UHF    |
| ۵     | قرآن     | CH46    | ندارد    | UHF    |
| ۶     | فرهنگ    | CH46    | ندارد    | UHF    |
| ۷     | سلامت    | CH46    | ندارد    | UHF    |
| ۸     | ورزش     | CH46    | ندارد    | UHF    |
| ۹     | اقتصاد   | CH46    | ندارد    | UHF    |
| ۱۰    | تهران    | CH46    | ندارد    | UHF    |
| ۱۱    | آوا      | CH46    | 93.5MHz  | FM/UHF |
| ۱۲    | نمایش    | CH46    | 107.5MHz | FM/UHF |
| ۱۳    | صبا      | CH46    | 105.5MHz | FM/UHF |
| ۱۴    | گفتگو    | CH46    | 103.5MHz | FM/UHF |
| ۱۵    | تلاوت    | CH46    | 101.5MHz | FM/UHF |
| ۱۶    | مناسبتى  | CH46    | 95.5MHz  | FM/UHF |
| ۱۷    | گیلان    | CH46    | 94.5MHz  | FM/UHF |